# Hangar à bateaux

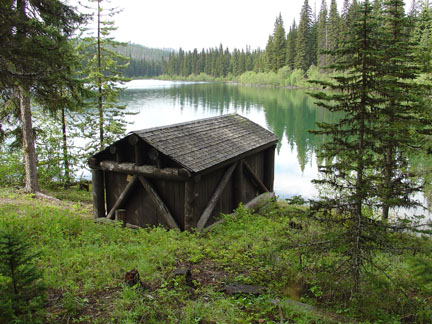
La Lower Logging Lake Snowshoe Boathouse, un petit hangar à bateaux en rondins de bois dans le parc national de Glacier, aux États-Unis.

Un hangar à bateaux est un bâtiment aménagé sur la rive d'un plan d'eau permettant d'y entreposer un bateau à l'abri des dégradations possibles dues aux intempéries ou autres. Il peut nécessiter la mise au sec de l'embarcation. Dans le cas contraire, il est souvent construit directement sur la surface de l'eau, par exemple sur pilotis.